# 卡尔利帕
卡尔利帕（法語：Carlipa，法語發音：[kaʁlipa] ⓘ）是法国奥德省的一个市镇，属于卡尔卡松区。

## 地理
卡尔利帕（43°18'26"N, 2°7'34"E）面积5.26 平方千米，位于法国奧克西塔尼大區奥德省，该省份为法国南部沿海省份，北起塔恩省，西北接上加龙省，西接阿列日省，南至东比利牛斯省，东临地中海，东北与埃罗省接壤。
与卡尔利帕接壤的市镇（或旧市镇、城区）包括：塞讷莫内斯蒂耶、圣马丹勒维耶伊、维勒潘特、维莱斯皮。
卡尔利帕的时区为UTC+01:00、UTC+02:00（夏令时）。

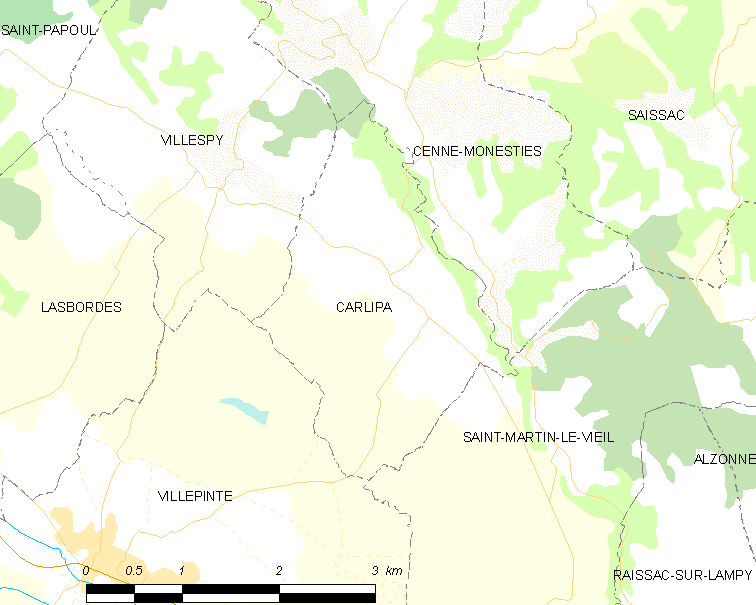
卡尔利帕的OSM定位图

## 行政
卡尔利帕的邮政编码为11170，INSEE市镇编码为11070。

## 政治
卡尔利帕所属的省级选区为努瓦尔山区拉马勒佩尔县。

## 人口

1962-2008年间卡尔利帕人口变化图示

卡尔利帕于2022年1月1日时的人口数量为338人。